# Municipio de Freeman (Míchigan)
El municipio de Freeman (en inglés, Freeman Township) es un municipio del condado de Clare, Míchigan, Estados Unidos. Tiene una población estimada, a mediados de 2022, de 1135 habitantes.

## Geografía
Está ubicado en las coordenadas 43°57′27″N 85°2′6″O / 43.95750, -85.03500. Según la Oficina del Censo de los Estados Unidos, tiene una superficie total de 92.72 km², de la cual 89.57 km² corresponden a tierra firme y 3.15 km² están cubiertos de agua.

## Demografía
Según el censo de 2020, en ese momento había 1125 personas residiendo en la zona. La densidad de población era de 12.6 hab./km². El 93.24 % de los habitantes eran blancos, el 0.27 % eran afroamericanos, el 0.71 % eran amerindios, el 0.27 % eran asiáticos, el 0.89 % eran de otras razas y el 4.62 % eran de una mezcla de razas. Del total de la población, el 1.69 % eran hispanos o latinos de cualquier raza.